# Charles Urbanus-toernooi
Het Charles Urbanus-toernooi is een jaarlijks terugkerend honkbalevenement dat gehouden wordt begin april in het Nederlandse Bussum, in het honkbalstadion van HCAW. Het toernooi is vernoemd naar de Nederlandse honkballegende Charles Urbanus sr..

## Geschiedenis

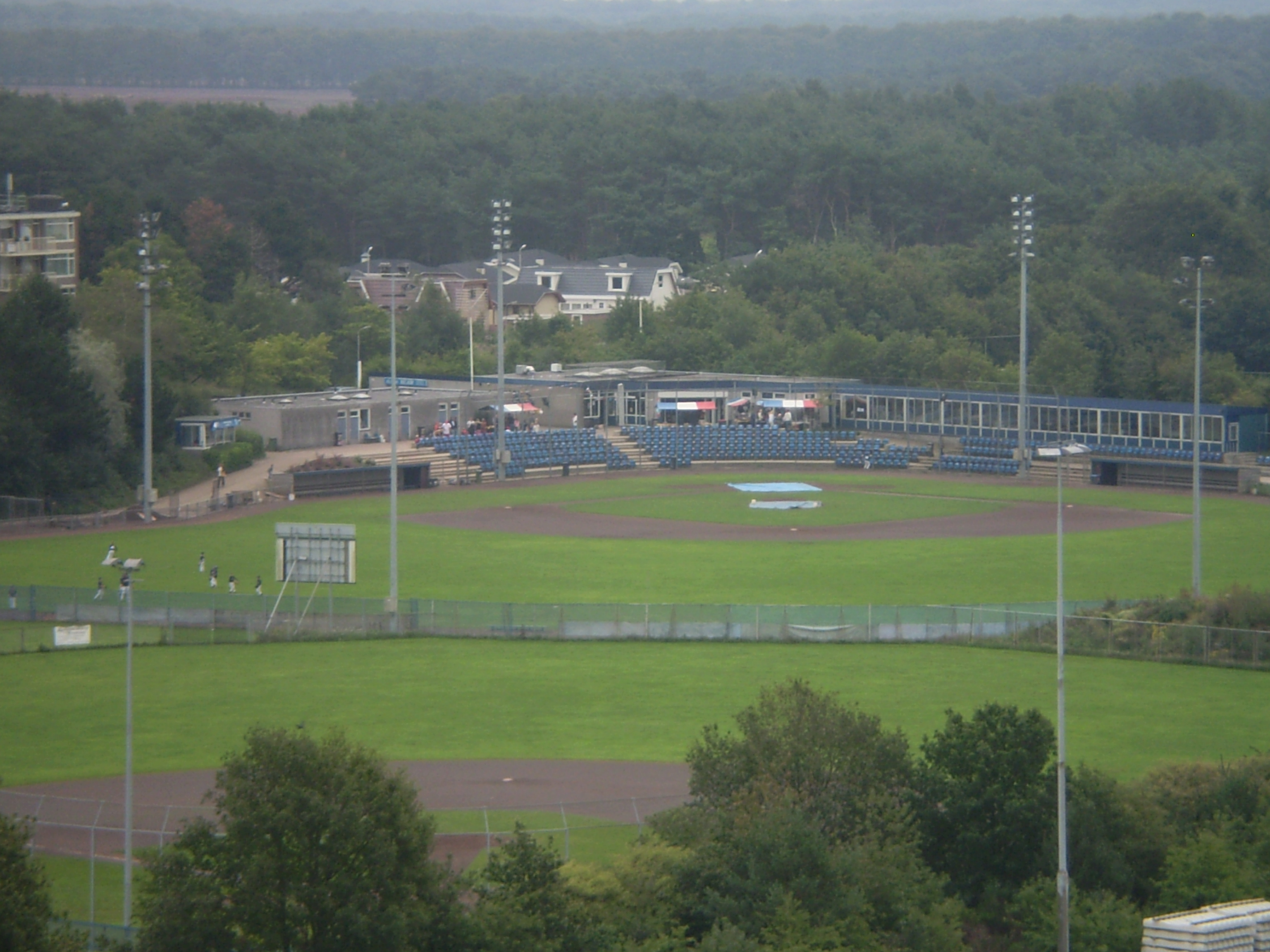
HCAW toernooilocatie

Het toernooi wordt georganiseerd sinds 1981 toen het gespeeld werd bij de club Amstel Tijgers met als naam een eerbetoon aan hun erelid, de beroemde honkballer Charles Urbanus. In 1988 toen deze club niet langer uitkwam in de hoofdklasse en de selectie van de hoofdklasse fuseerde met die van HCAW verhuisde het toernooi mee naar Bussum.

## Toernooiopzet
Het toernooi bestaat uit één groep van vier teams die ieder tegen elkaar spelen. Dit betreft meestal vier van de acht teams die uitkomen in de Nederlandse hoofdklasse. De andere vier spelen dat weekeinde het Hudson John-toernooi Rotterdam. De ploeg die aan het eind van deze competitie de meeste punten heeft vergaard kan zich winnaar van het toernooi noemen.

## Krachtmeting
Samen met het Hudson John-toernooi geldt dit toernooi als de laatste finale testmogelijkheid voor de hoofdklasseteams voordat de reguliere bondscompetitie begint. De uitslagen worden gezien als een graadmeter voor de krachtsverhoudingen in het komende seizoen.

## Lijst van winnaars
- 1981 - Neptunus
- 1982 - Haarlem Nicols
- 1983 - Amstel Tijgers
- 1984 - UVV
- 1985 - geen toernooi
- 1986 - Haarlem Nicols
- 1987 - Neptunus
- 1988 - Neptunus
- 1989 - Haarlem Nicols
- 1990 - Neptunus
- 1991 - Neptunus
- 1992 - HCAW
- 1993 - ADO
- 1994 - Neptunus
- 1995 - Neptunus
- 1996 - Sparta
- 1997 - Neptunus
- 1998 - Neptunus
- 1999 - Neptunus
- 2000 - HCAW
- 2001 - HCAW
- 2002 - HCAW
- 2003 - geen toernooi
- 2004 - HCAW
- 2005 - HCAW
- 2006 - Corendon Kinheim
- 2007 - Corendon Kinheim
- 2008 - Konica Minolta Pioniers
- 2009 - Konica Minolta Pioniers
- 2010 - Corendon Kinheim
- 2011 - Corendon Kinheim
- 2012 - Vaessen Pioniers
- 2013 - HCAW
- 2014 - Pirates
- 2015 - Kinheim
- 2016 - Pirates
- 2017 - HCAW
- 2018 - HCAW
- 2019 - Pirates
- 2020 - Neptunus